# (74174) 1998 RL11
(74174) 1998 RL11 – planetoida z pasa głównego asteroid okrążająca Słońce w ciągu 4,31 lat w średniej odległości 2,65 j.a. Odkryta 13 września 1998 roku.